# 克诺尔吡咯合成反应
克诺尔吡咯合成反应（德語：Knorr-Pyrrolsynthese）是合成吡咯衍生物的常用有机反应，由德国化学家路德维希·克诺尔（Ludwig Knorr）（Ludwig Knorr）首先报道。
反应是在锌和乙酸存在下，用α-氨基酮（1）和具有更强α-活泼氢的β-酮酯或β-二酮类化合物（2）室温进行缩合，得到吡咯或其衍生物。 一般地，氨基酮应做成盐酸盐，或原位生成后立即参加反应（如以氨基肟作原料），以防止氨基酮发生自身缩合。